# Willem Janszoon

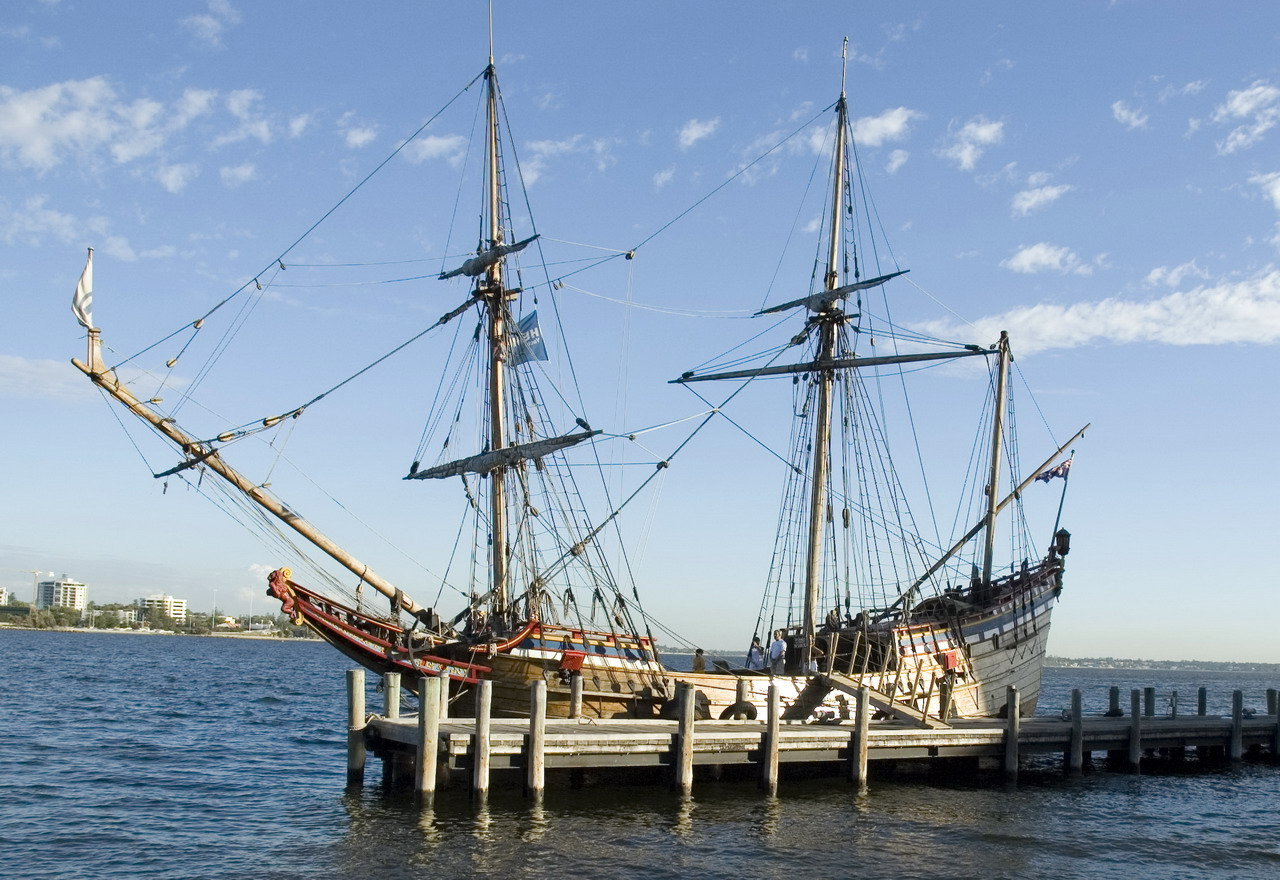
Réplica do Duyfken, o navio de Janszoon.

Willem Janszoon (c.1570 — 1630) , às vezes abreviado para Willem Jansz, foi um navegador holandês e governador colonial. Janszoon serviu nas Índias Orientais Holandesas nos períodos de 1603 a 1611 e 1612 a 1616, inclusive como governador do Forte Henricus na ilha de Solor. Ele é o primeiro europeu conhecido a ver a costa da Austrália durante sua viagem de 1605-1606.

## Juventude
Willem Janszoon nasceu por volta de 1570, mas nada se sabe sobre sua infância nem sobre seus pais.
Janszoon é registrado pela primeira vez como entrando ao serviço da Oude compagnie, uma das predecessoras da Companhia Holandesa das Índias Orientais (VOC - sigla em holandês), em 1598 como imediato a bordo do Hollandia, parte da segunda frota comandada por Jacob Cornelisz, despachado pelos holandeses para as Índias Orientais Holandesas.  Em 5 de maio de 1601, ele navegou novamente para as Índias Orientais como comandante do Lam, um dos três navios da frota de Joris van Spilbergen.
Janszoon partiu da Holanda para as Índias Orientais pela terceira vez em 18 de dezembro de 1603, como capitão do Duyfken (ou Duijfken , que significa "Pequena Pomba"), um dos doze navios da grande frota de Steven van der Hagen. Quando os outros navios deixaram Java, Janszoon foi enviado para procurar outras saídas de comércio, particularmente na "grande terra da Nova Guiné e outras terras do Leste e do Sul". 

## Exploração e descoberta

### Primeira viagem para a Austrália
Em 18 de novembro de 1605, o Duyfken partiu de Bantam para a costa ocidental da Nova Guiné. Depois disso, Janszoon cruzou a extremidade oriental do Mar de Arafura para o Golfo de Carpentaria, sem saber da existência do Estreito de Torres. O Duyfken estava realmente no estreito de Torres em fevereiro de 1606, alguns meses antes de o explorador espanhol Luís Vaz de Torres navegá-lo. Em 26 de fevereiro de 1606, Janzoon atingiu a costa do rio Pennefather, na costa oeste de Cape York, em Queensland, perto do que hoje é a cidade de Weipa. Este é o primeiro desembarque europeu registrado no continente australiano. Janszoon passou a mapear cerca de 320 km (200 milhas) da costa, que ele pensava ser uma extensão ao sul da Nova Guiné.
Vendo a terra pantanosa e as pessoas inóspitas (dez de seus homens foram mortos em várias expedições costeiras), Janszoon decidiu retornar a um lugar que chamou de Cabo Keerweer ("Turnabout"), ao sul da Baía dos Albatrozes, e voltou a Bantam em junho 1606. Ele chamou a terra que descobriu de "Nieu Zeland", em homenagem à província holandesa de Zeeland, mas o nome não foi adotado e foi mais tarde usado pelos cartógrafos holandeses para a Nova Zelândia.
Em 1607, o almirante Cornelis Matelieff de Jonge enviou Janzoon para Ambon e Banda. Em 1611, Janzoon voltou para a Holanda, acreditando que a costa sul da Nova Guiné estava ligada à terra ao longo da qual ele havia navegado, e os mapas holandeses reproduziram esse erro por muitos anos. Embora tenha havido sugestões de que navegadores anteriores da China, França ou Portugal possam ter descoberto partes da Austrália antes, o Duyfken é o primeiro navio europeu definitivamente conhecido por ter feito isso.

### Segunda viagem para a Austrália
Janszoon relatou que em 31 de julho de 1618, ele pousou em uma ilha a 22° Sul. Geralmente na costa da Austrália Ocidental, que Janszoon presumiu ser uma ilha, sem circunavegá-la totalmente.

## Vida política
Por volta de 1617/18, ele estava de volta à Holanda e foi nomeado membro do Conselho das Índias. Ele serviu como almirante da frota de defesa holandesa. Janszoon foi premiado com uma corrente de ouro no valor de mil florins em 1619 por sua parte na captura de quatro navios da Companhia Britânica das Índias Orientais perto de Tiku na Sumatra Ocidental, que havia ajudado os javaneses na defesa da cidade de Jacarta contra os holandeses. Em 1620 foi um dos negociadores com os ingleses. Em uma frota combinada, eles navegaram para Manila para evitar que os mercadores chineses negociassem com os espanhóis. Janszoon tornou-se vice-almirante e, no ano seguinte, almirante. Perto do fim de sua vida, Janszoon serviu como governador de Banda (1623-1627).  Ele retornou à Batávia em junho de 1627 e logo depois, como almirante de uma frota de oito navios, partiu em missão diplomática para a Índia. Em 4 de dezembro de 1628, ele navegou para a Holanda e em 16 de julho de 1629, fez um relatório sobre o estado das Índias em Haia. Ele estava agora provavelmente com cerca de 60 anos e pronto para se aposentar de sua carreira extenuante e bem-sucedida a serviço de seu país. Nada se sabe sobre seus últimos dias, mas acredita-se que ele tenha morrido em 1630.

## Registros
O diário original e o registro feitos durante a viagem de Janszoon de 1606 foram perdidos. O gráfico Duyfken, que mostra a localização do primeiro desembarque na Austrália pelo Duyfken , teve um destino melhor. Ainda existia em Amsterdã quando Hessel Gerritszoon fez seu Mapa do Pacífico em 1622 e colocou a geografia de Duyfken sobre ele, fornecendo-nos assim o primeiro mapa a conter qualquer parte da Austrália. O gráfico ainda existia por volta de 1670, quando uma cópia foi feita. Este acabou indo para a Biblioteca Imperial em Viena e permaneceu esquecido por duzentos anos. O mapa faz parte do Atlas Blaeu Van der Hem , trazido para Viena em 1730 pelo Príncipe Eugênio de Sabóia. As informações de seus mapas foram incluídas nos mapas de mármore e cobre dos hemisférios no chão do Salão dos Cidadãos do Palácio Real em Amsterdã.